# San Martín Totoltepec
San Martín Totoltepec là một đô thị thuộc bang Puebla, México. Năm 2005, dân số của đô thị này là 770 người.